# 笠井洞
笠井洞（：／ Ipjeong dong */?），是韩国首尔中区的一个法定洞。